# Trogon mesurus
Trogon mesurus là một loài chim trong họ Trogonidae.